# Bombus ternarius
Bombus ternarius (saknar svenskt namn) är en insekt i överfamiljen bin (Apoidea) och släktet humlor (Bombus).

## Beskrivning
En liten, tämligen slank humla; drottningen är 17 till 19 millimeter lång, arbetarna 8 till 13 millimeter och hanarna 9,5 till 13 millimeter.
Drottningen och arbetarna har svart huvud med en del gula hår. Det förekommer också drottningar med helt gult huvud. Mellankroppen är gul med ett svart tvärband. Första bakkroppsleden (även kallad tergiten) är gul, följd av ett brett orangerött band (tergit 2 till 3). Tergit 4 är gul, medan bakkroppsspetsen är svart. Pälsen är kort men tät.
Hanen har gult huvud med en del svarta hår. i övrigt är hanen lik honorna, men den svarta bakkroppsspetsen är gul på sidorna. Pälsen är längre än honornas.
När de unga humlorna just kommit ur puppan är de silverfärgade, men får sina "vuxna" färger efter två till tre dagar.
Humlan är korttungad.

## Ekologi
Habitatet består av skogar och våtmarker. Boet är underjordiskt, ofta i ett övergivet musbo.
Drottningen är aktiv i april till september, arbetarna i maj till september, och hanarna i juli till oktober. Arten besöker framför allt oleanderväxter (som sidenörter), ärtväxter (som klöversläktet), källörtsväxter (som vårskönor), rosväxter (som hallonsläktet), korgblommiga växter (som gullris, flockelsläktet, maskrosor och höstastersläktet) samt ljungväxter (som rododendronsläktet, blåbärssläktet och odonsläktet).
Hanarna är patrullerare, de flyger runt i bestämda banor där de försöker locka till sig parningsvilliga ungdrottningar med hjälp av feromoner.

## Utbredning
Humlan förekommer i Kanada från British Columbia över Alberta, Saskatchewan och Manitoba till Ontario, Québec, Prince Edward Island, Nova Scotia och New Brunswick, samt Newfoundland och Labrador i nordöst. I USA förekommer den från Oregon, Idaho, North Dakota och South Dakota till New Jersey och New England i norr, samt söderut till Colorado, Iowa och Indiana.

## Status
Populationen är stabil, och Internationella naturvårdsunionen (IUCN) har inte funnit några allvarliga hot mot arten utan listar den som livskraftig (LC).